# Battaglia del Mare di Bismarck
La battaglia del Mare di Bismarck si svolse tra il 2 e il 5 marzo 1943 durante la guerra del Pacifico tra un convoglio della Marina imperiale giapponese, diretto a Lae in Nuova Guinea, e le forze aeree statunitensi e australiane, di base nella Nuova Guinea meridionale: i velivoli alleati riuscirono con basse perdite a fermare il tentativo giapponese di rifornire le posizioni di Lae e Salamua, facilitando così l'offensiva programmata da MacArthur per il giugno successivo.

## Antefatto
Il 23 dicembre 1942 l'alto comando giapponese decise di trasferire circa 105 000 truppe dal Giappone e dalla Cina a Lae in Nuova Guinea per rafforzare il loro contingente sull'isola. Questa mossa avrebbe consentito ai giapponesi di ripiegare dopo la sconfitta durante la campagna di Guadalcanal. Le truppe furono inviate vicino e Lae dove era prevista l'offensiva alleata. Trasferire un così elevato numero di uomini rappresentò un grande onere per i giapponesi, tuttavia l'alto comando ritenne questa mossa indispensabile e alla fine del febbraio 1943 tutte le truppe erano state trasportate a Wewak. La 51ª divisione di fanteria raggiunse Rabaul al sicuro nel dicembre 1942 ed era originariamente destinata a rinforzare le file giapponesi a Guadalcanal, tuttavia con il ritiro dall'isola venne deciso di inviarla a Lae. Il percorso previsto era molto rischioso perché la potenza aerea degli alleati nella zona era veramente forte, soprattutto nello stretto di Vitiaz attraverso cui le navi sarebbero dovute necessariamente passare.
L'Alto Comando giapponese sapeva che il generale Douglas MacArthur stava raccogliendo le forze per una nuova spinta lungo il litorale nord nella Nuova Guinea, investendo le strategiche basi aeree di Lae e Salamaua. Per impedire tale rafforzamento degli alleati e per potenziare le forze lì dislocate si decise di inviare un convoglio di 8 navi trasporto scortate da altrettanti cacciatorpediniere e una nave ausiliaria (Nojima), con a bordo la 51ª Divisione e materiali di ogni genere per l'aviazione. Il 28 febbraio il convoglio, posto al comando del contrammiraglio Masatomi Kimura, salpò da Rabaul: la scorta aerea sarebbe stata assicurata dagli apparecchi della marina in Nuova Guinea oltre alle flottiglie dell'esercito.

## Battaglia

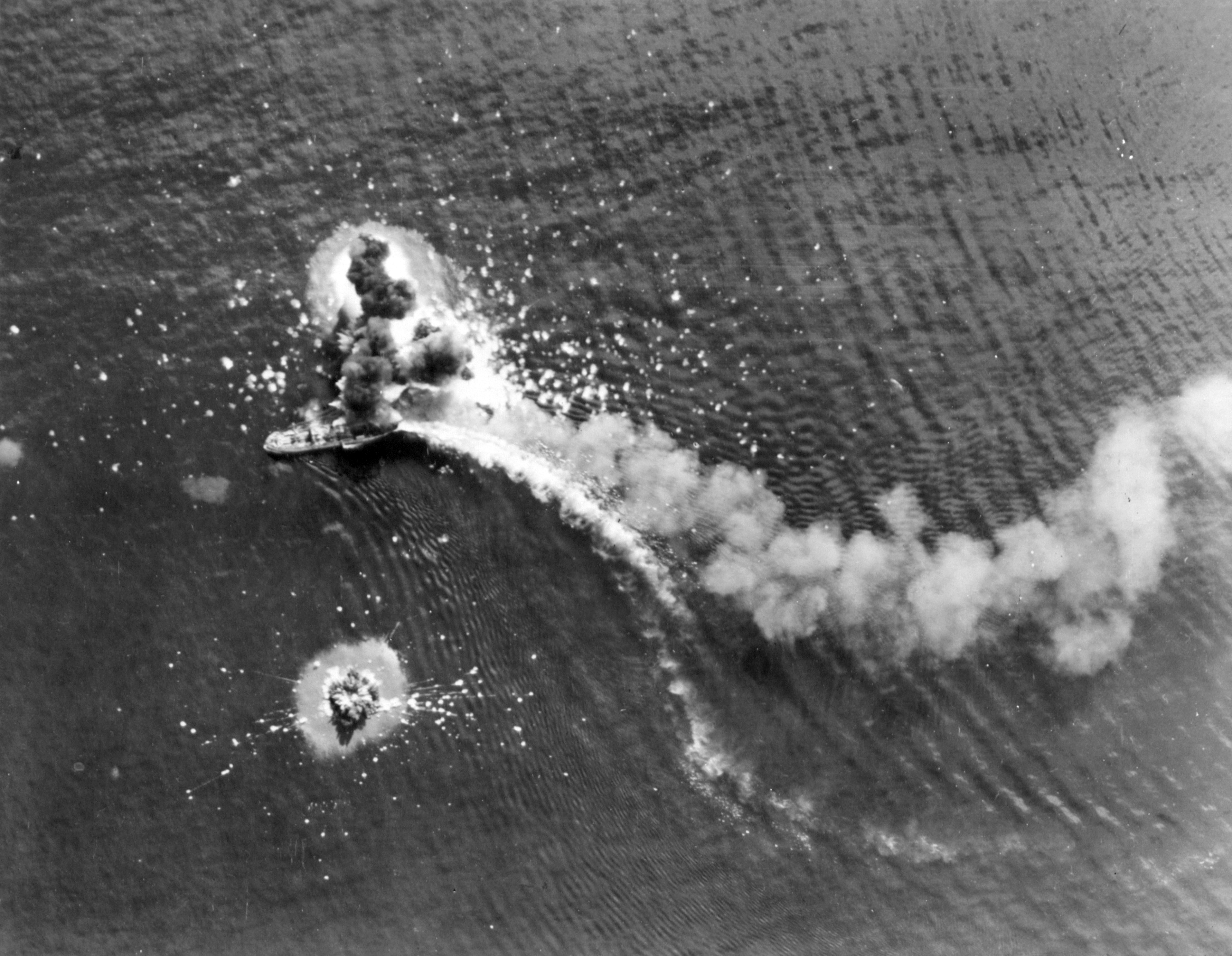
Una nave trasporto giapponese salta in aria, colpita dai B-25 Mitchell

Il convoglio si muoveva alla velocità massima di 7 nodi costeggiando il litorale nord della Nuova Britannia, ma per diversi giorni non venne avvistato perché due tempeste tropicali imperversavano tra il Mare delle Salomone e il Mare di Bismarck. La traversata divenne pericolosa quando alle 15:00 circa del 2 marzo alcuni Consolidated B-24 Liberator di pattuglia avvistarono il convoglio a nord di Capo Hollman. Kimura non si preoccupò soverchiamente, perché era sicuro dell'appoggio di cui poteva usufruire dagli aeroporti della Nuova Guinea. Non sapeva che quella stessa mattina e per tutta la giornata gli Alleati avevano pesantemente bombardato Lae e Salamaua, riducendo gli effettivi aerei giapponesi.
Dopo questa schiacciante preparazione, nella notte tra il 2 e il 3 marzo furono fatti decollare 137 apparecchi, per la maggior parte bombardieri, scortati da gruppi di caccia con il precipuo compito di impedire ogni azione dei caccia nipponici. All'alba del 3 marzo, avvistato il convoglio giapponese poco a nord di Capo Gloucester, iniziò l'attacco: nonostante la contraerea e qualche caccia avversario, gli aerei australiano-americani centrarono diverse navi, e, benché costrette a interrompere gli attacchi per le peggiorate condizioni meteorologiche, il contatto non fu perduto. L'alba del 4 marzo vide un secondo violento attacco aereo al già provato convoglio, che stava passando per lo stretto di Vitiaz, e durante la notte motosiluranti americane, partite da una base segreta posta sulla costa settentrionale della Nuova Guinea, affondarono un trasporto. Il giorno dopo, 5 marzo, il terzo attacco aereo distrusse un cacciatorpediniere giapponese con a bordo i superstiti delle navi già colate a picco. La catastrofe era completa: solo quattro cacciatorpediniere, più o meno danneggiati, riuscirono a ripiegare e mettersi in salvo in una base nelle isole Salomone.

## Bilancio e conseguenze
La battaglia era una incontestabile vittoria alleata: a fronte di solo sei aerei abbattuti erano stati affondati tutti gli otto trasporti giapponesi, quattro cacciatorpediniere e una nave ausiliaria; dieci caccia nipponici erano stati distrutti e cinque gravemente danneggiati. Degli effettivi della 51ª divisione, 3 500 circa erano morti e 2 734 furono salvati. Infine, tutti i rifornimenti, le parti tecniche e la benzina avio, di fondamentale importanza per le guarnigioni di Lae e Salamaua erano andati perduti. La vittoria favorì la riuscita della offensiva che MacArthur lanciò il 30 giugno successivo, mentre il Giappone tentò di approvvigionare le sue truppe tramite sommergibili o piccole unità di superficie.